# 印度卢比符号
印度卢比符号（标志：₹；代码：INR）是印度的官方货币——印度卢比的货币符号。印度政府在2010年7月15日将由 Udaya Kumar设计的符号呈现给公众，通过一个“开放”的印度居民之间的竞争后选择。之前采用最常用的卢比符号是Rs，Re或——如果文本是一种印度语言——适当的缩写。
设计基于梵文字母“र”(ra)，但在顶部有第二条水平线。它还像拉丁大写字母“R”，尤其是半R(Ꝛ)。
印度卢比的Unicode字符是U+20B9 ₹ 印度卢比符号。其他使用卢比的国家，例如斯里兰卡、巴基斯坦、尼泊尔，仍然使用通用的U+20A8 ₨ 卢比符号。

## 起源
2009年3月5日，印度政府宣布了一项创建印度卢比符号的比赛。在2010年的预算安排会议上，联盟财政部长慕克吉(Pranab Mukherjee)表示，拟议的符号应该反映并捕获印度精神和文化。从3331个收到的符号中，有五个符号入围。这些符号来自Nondita Correa-Mehrotra、Hitesh Padmashali、Shibin KK、Shahrukh J. Irani和D. Udaya Kumar。最终选择在2010年6月24日举行的印度部长理事会会议上决定。然而,这个决定被财政部长延期。最终决定于2010年7月15日举行的会议，他们选择了由Udaya Kumar，古瓦哈提IIT学院的副教授，设计的符号。

## 设计
新符号是由梵文字母字母“र”（ra）和没有竖线的拉丁大写字母“R”（类似于半R）组成的。顶部的平行线之间有空隙，据说映射了印度的三色国旗，并描述一个平等的迹象，象征着国家的希望减少经济差距。
最后选定的符号是由D. Udaya Kumar——建筑和视觉设计的本科学生——在IIT孟买的工业设计中心设计的。设计背后的思想和哲学在这个视频中解释了。

## 批准
财政部和印度政府经济事务部门终于批准了这个符号。批准是由印度政府次长Sushil Kumar给予的。

## 争议
印度卢比符号选择过程在德里高等法院受到请愿者和比赛参与者Rakesh Kumar的挑战。Rakesh Kumar将过程描述为“充满差异”和“缺陷”，并认为财政部和印度卢比符号选择委员会主席需要负责。2010年11月26日，德里高等法院单台驳斥了令状请愿书，声明没有正当理由提出指控。
然而，后来德里高等法院在2013年1月30日,在W.P. (c) 2449/2012题为Rakesh Kumar Singh与印度联盟（公益诉讼）通过律师Kamal Kumar Pandey提出，在首席大法官和VK Jain J.的分部法官席上提交，并考虑到公共竞争中涉及的违规行为和任意性（Indian Rupee, UIDAI, I Mark, Indian railway for Common Wealth, RTI）用于设计符号/标志或通过重要国家机构/机构的其他方法设计标志，在其历史性判断 （页面存档备份，存于）中指示印度政府所有部委制定/准备指南以确保透明度、公众更广泛的参与度以及这些准则应具有统一的性质，并且彼此保持一致。
2013年4月11日,财政部形成了关于进行公开竞赛设计/标志象征的指导方针 （页面存档备份，存于）。

## 使用
在象征的采用2010年7月,印度政府表示,它将尝试采用符号在六个月内在全国和全球在18到24个月。
大银行也开始在打印的支票上使用新印度卢比符号替换传统₨符号。印度邮政部门也在发布2010年10月3日英联邦运动会纪念邮票时开始印刷印有新印度卢比符号的邮票,。在财政部长普拉纳布•慕克吉(Pranab Mukherjee)2011年2月28日的预算演说中，他宣布符号将纳入未来硬币问题。带有新卢比符号的面值₹1、₹2、₹5和10₹的硬币开始流通。截至2012年1月，新印度卢比符号已经纳入面值₹10、₹100、₹500和₹2000的货币。截至2012年4月12日,这是面值₹20和₹50的货币也已印刷上了新的卢比符号。

## Unicode
2010年8月10日，Unicode技术委员会接受了新增代码位置U+20 B9 ₹ 印度卢比符号(HTML：&#8377；图形:的请求。该符号已在Unicode 6.0中编码，并且与现有的字符区分开，这将继续作为通用卢比符号使用。
Ubuntu成为第一个默认支持印度卢比符号的操作系统。自从10.10版本该符号即支持开箱即用，由于它由一个贡献者添加到了Ubuntu字体中。自那时以来,它已经包含在各种各样的GNU/Linux发行版。
2011年5月18日，微软发布了一个针对Windows Vista、Windows Server 2008、Windows 7和Windows Server 2008 R2的操作系统更新KB2496898，其中包括了支持新印度卢比符号。有了该Windows更新，现在可以使用Alt码（Alt + 8377）获取印度卢比符号。运行Windows 8的系统，该符号可以在英语(印度)键盘布局中直接使用的组合键Alt Gr + 4输入。
苹果公司（Apple Inc.）在iOS 7增加了新卢比符号的支持。Mac OS X Lion（10.7）也包括新的印度卢比符号，在字符查看器中可以找到。Mac OS X Mountain Lion（10.8）中，用户使用梵文字母键盘可以通过输入Option/Alt + 4输入新的印度卢比符（在美国键盘布局中输入美分符号的快捷键）。
Sailfish OS还在其默认键盘中提供了符号。

## 另请参阅
- 货币符号
- 通用的卢比符号